# Неборівка
Небо́рівка — село в Україні, у Житомирському районі Житомирської області. Населення становить 123 особи.

## Історія
У 1906 році — село Пулинської волості Житомирського повіту Волинської губернії. Відстань від повітового міста 35 верст, від волості 12. Дворів 31, мешканців 225.
В період загострення сталінських репресій проти українського народу в 30-і роки минулого століття органами НКВС безпідставно було заарештовано та позбавлено волі на різні терміни 38 мешканців села, з яких 29 осіб розстріляно. Нині всі жертви тоталітарного режиму реабілітовані і їхні імена відомі.
У 1923—54 роках — адміністративний центр Неборівської сільської ради